# Equipos participantes en la Copa Mundial de Fútbol de 1978

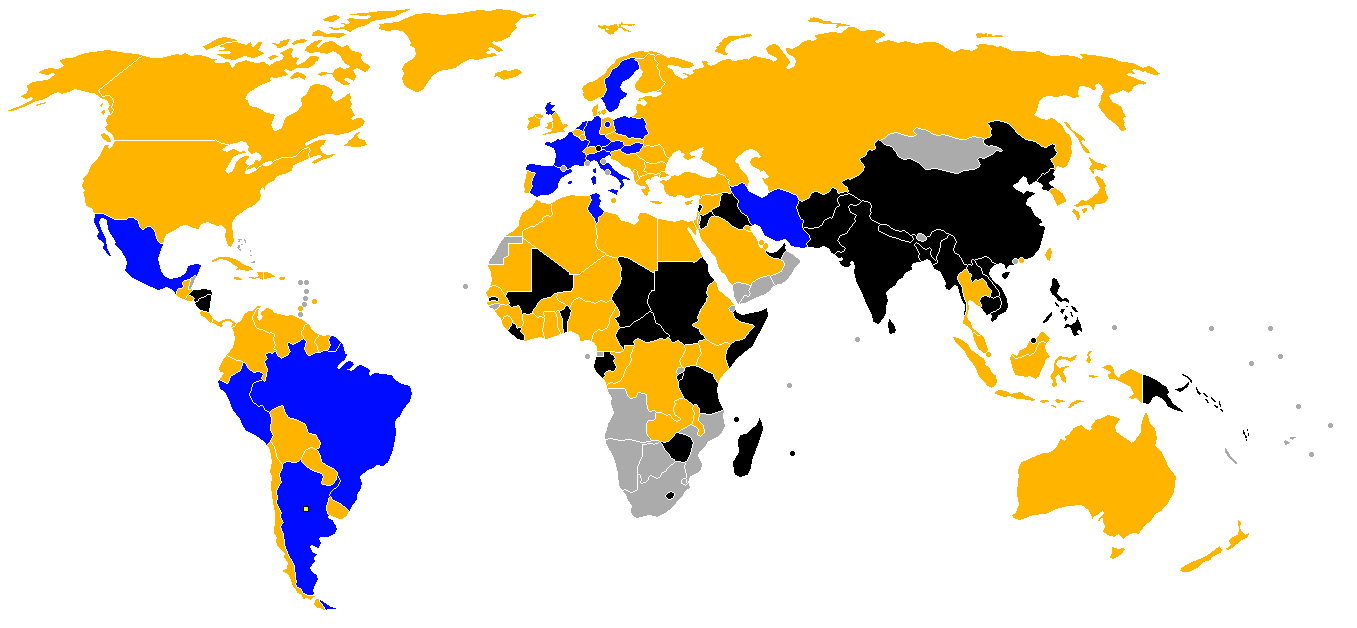
Equipos participantes de la Copa Mundial.

Equipos participantes en la Copa Mundial de Fútbol de 1978, para la XI Copa Mundial de Fútbol, que se realizó en Argentina entre el 1 de junio y el 25 de junio de 1978, 16 equipos clasificaron a la fase final. Los 16 equipos participantes fueron divididos en cuatro grupos de cuatro integrantes. De cada grupo, los dos mejores equipos clasificaran a una segunda fase, también de grupos, para determinar quienes accedían a la final.

## Equipos
A la fase final del torneo clasificaron 16 de 103 equipos que participaron en la etapa clasificatoria: 3 de Sudamérica (incluyendo al organizador), 10 de Europa (incluyendo a Alemania Federal, actual campeón), uno de África, uno de Norteamérica y uno de Asia y Oceanía. De estos 16, 2 eran debutantes en la competición.
El 14 de enero de 1978 se realizó el sorteo en el Centro Cultural General San Martín. Para el sorteo se determinaron cinco cabezas de serie (las selecciones de Argentina, Italia, Brasil, Alemania Federal y Países Bajos) a distribuirse en cuatro grupos. Argentina e Italia compartieron el Grupo A, Alemania Federal en el Grupo B, Brasil en el Grupo C y Países Bajos en el D.
Los equipos participantes en dicho torneo fueron:
| Equipo (ver en detalle) | Equipo (ver en detalle) | Equipo (ver en detalle) | Participaciones | Participaciones | Participaciones |
| Equipo (ver en detalle) | Equipo (ver en detalle) | Equipo (ver en detalle) | Total           | Cons.           | Última          |
| ----------------------- | ----------------------- | ----------------------- | --------------- | --------------- | --------------- |
|                         | Alemania Federal        | 2/2 estrellas           | 9               | 7               | 1974            |
|                         | Argentina               |                         | 7               | 2               | 1974            |
|                         | Austria                 |                         | 4               | 1               | 1958            |
|                         | Brasil                  | 3/3 estrellas           | 11              | 11              | 1974            |
| Bandera de Escocia      | Escocia                 |                         | 4               | 2               | 1974            |
|                         | España                  |                         | 5               | 1               | 1966            |
|                         | Francia                 |                         | 7               | 1               | 1966            |
|                         | Hungría                 |                         | 7               | 1               | 1966            |
|                         | Irán                    |                         | 1               | 1               | -               |
|                         | Italia                  | 2/2 estrellas           | 9               | 5               | 1974            |
|                         | México                  |                         | 8               | 1               | 1970            |
|                         | Países Bajos            |                         | 4               | 2               | 1974            |
|                         | Perú                    |                         | 3               | 1               | 1970            |
| Bandera de Polonia      | Polonia                 |                         | 3               | 2               | 1974            |
|                         | Suecia                  |                         | 7               | 3               | 1974            |
| Bandera de Túnez        | Túnez                   |                         | 1               | 1               | -               |

## Grupo 1

### Argentina
| #    | Posición           | Nombre               | Edad               | PJ Sel             | Club                |
| ---- | ------------------ | -------------------- | ------------------ | ------------------ | ------------------- |
| 1    | Centrocampista     | Norberto Alonso      | 25                 | -                  | River Plate         |
| 2    | Centrocampista     | Osvaldo Ardiles      | 25                 | -                  | Huracán             |
| 3    | Portero            | Héctor Baley         | 27                 | -                  | Huracán             |
| 4    | Centrocampista     | Daniel Bertoni       | 23                 | -                  | Independiente       |
| 5    | Portero            | Ubaldo Fillol        | 27                 | -                  | River Plate         |
| 6    | Centrocampista     | Américo Gallego      | 23                 | -                  | Newell's Old Boys   |
| 7    | Defensa            | Luis Galván          | 30                 | -                  | Talleres de Córdoba |
| 8    | Centrocampista     | Rubén Galván         | 26                 | -                  | Independiente       |
| 9    | Delantero          | René Houseman        | 24                 | -                  | Huracán             |
| 10   | Delantero          | Mario Kempes         | 23                 | -                  | València CF         |
| 11   | Defensa            | Daniel Killer        | 28                 | -                  | Racing Club         |
| 12   | Centrocampista     | Omar Larrosa         | 30                 | -                  | Independiente       |
| 13   | Portero            | Ricardo Lavolpe      | 26                 | -                  | San Lorenzo         |
| 14   | Delantero          | Leopoldo Luque       | 29                 | -                  | River Plate         |
| 15   | Defensa            | Jorge Olguín         | 26                 | -                  | San Lorenzo         |
| 16   | Delantero          | Oscar Ortiz          | 25                 | -                  | River Plate         |
| 17   | Centrocampista     | Miguel Oviedo        | 27                 | -                  | Talleres de Córdoba |
| 18   | Defensa            | Rubén Pagnanini      | 29                 | -                  | Independiente       |
| 19   | Defensa            | Daniel Passarella    | 25                 | -                  | River Plate         |
| 20   | Defensa            | Alberto Tarantini    | 22                 | -                  | Boca Juniors        |
| 21   | Delantero          | José Daniel Valencia | 22                 | -                  | Talleres de Córdoba |
| 22   | Centrocampista     | Ricardo Villa        | 25                 | -                  | Racing Club         |
| Ent. | César Luis Menotti | César Luis Menotti   | César Luis Menotti | César Luis Menotti | César Luis Menotti  |

### Francia
| #    | Posición       | Nombre                     | Edad           | PJ Sel         | Club           |
| ---- | -------------- | -------------------------- | -------------- | -------------- | -------------- |
| 1    | Portero        | Dominique Baratelli        | 30             | -              | Nice           |
| 2    | Defensa        | Patrick Battiston          | 21             | -              | Metz           |
| 3    | Defensa        | Maxime Bossis              | 22             | -              | Nantes         |
| 4    | Defensa        | Gérard Janvion             | 24             | -              | Saint-Étienne  |
| 5    | Defensa        | François Bracci            | 26             | -              | Marseille      |
| 6    | Defensa        | Christian Lopez            | 25             | -              | Saint-Étienne  |
| 7    | Defensa        | Patrice Rio                | 29             | -              | Nantes         |
| 8    | Defensa        | Marius Trésor              | 28             | -              | Marseille      |
| 9    | Centrocampista | Dominique Bathenay         | 24             | -              | Saint-Étienne  |
| 10   | Centrocampista | Jean-Marc Guillou          | 32             | -              | Nice           |
| 11   | Centrocampista | Henri Michel               | 30             | -              | Nantes         |
| 12   | Centrocampista | Claude Papi                | 29             | -              | Bastia         |
| 13   | Centrocampista | Jean Petit                 | 28             | -              | AS Monaco      |
| 14   | Delantero      | Marc Berdoll               | 25             | -              | Marseille      |
| 15   | Centrocampista | Michel Platini             | 22             | -              | Nancy          |
| 16   | Delantero      | Christian Dalger           | 28             | -              | AS Monaco      |
| 17   | Delantero      | Bernard Lacombe            | 25             | -              | Lyon           |
| 18   | Delantero      | Dominique Rocheteau        | 23             | -              | Saint-Étienne  |
| 19   | Delantero      | Didier Six                 | 23             | -              | Lens           |
| 20   | Delantero      | Olivier Rouyer             | 22             | -              | Nancy          |
| 21   | Portero        | Jean-Paul Bertrand-Demanes | 26             | -              | Nantes         |
| 22   | Portero        | Dominique Dropsy           | 26             | -              | Strasbourg     |
| Ent. | Michel Hidalgo | Michel Hidalgo             | Michel Hidalgo | Michel Hidalgo | Michel Hidalgo |

### Hungría
| #    | Posición       | Nombre          | Edad         | PJ Sel       | Club                 |
| ---- | -------------- | --------------- | ------------ | ------------ | -------------------- |
| 1    | Portero        | Sándor Gujdár   | 26           | -            | Budapest Honvéd FC   |
| 2    | Defensa        | Péter Török     | 27           | -            | Vasas Budapest       |
| 3    | Defensa        | István Kocsis   | 28           | -            | Budapest Honvéd FC   |
| 4    | Defensa        | József Tóth     | 26           | -            | Újpest FC            |
| 5    | Centrocampista | Sándor Zombori  | 26           | -            | Vasas Budapest       |
| 6    | Defensa        | Zoltán Kereki   | 24           | -            | Szombathelyi Haladás |
| 7    | Delantero      | László Fazekas  | 30           | -            | Újpest FC            |
| 8    | Centrocampista | Tibor Nyilasi   | 23           | -            | Ferencvaros          |
| 9    | Delantero      | András Törőcsik | 23           | -            | Újpest FC            |
| 10   | Centrocampista | Sándor Pintér   | 27           | -            | Budapest Honvéd FC   |
| 11   | Delantero      | Béla Várady     | 25           | -            | Vasas Budapest       |
| 12   | Defensa        | Győző Martos    | 28           | -            | Ferencvaros          |
| 13   | Centrocampista | Károly Csapó    | 26           | -            | FC Tatabánya         |
| 14   | Defensa        | László Bálint   | 30           | -            | Ferencvaros          |
| 15   | Defensa        | Tibor Rab       | 22           | -            | Ferencvaros          |
| 16   | Centrocampista | István Halász   | 26           | -            | FC Tatabánya         |
| 17   | Delantero      | László Pusztai  | 32           | -            | Ferencvaros          |
| 18   | Centrocampista | László Nagy     | 28           | -            | Újpest FC            |
| 19   | Delantero      | András Tóth     | 28           | -            | Újpest FC            |
| 20   | Centrocampista | Ferenc Fülöp    | 23           | -            | MTK Hungária FC      |
| 21   | Portero        | Ferenc Mészáros | 28           | -            | Vasas Budapest       |
| 22   | Portero        | László Kovács   | 27           | -            | Videoton FC Fehérvár |
| Ent. | Lajos Baróti   | Lajos Baróti    | Lajos Baróti | Lajos Baróti | Lajos Baróti         |

### Italia
| #    | Posición       | Nombre               | Edad         | PJ Sel       | Club           |
| ---- | -------------- | -------------------- | ------------ | ------------ | -------------- |
| 1    | Portero        | Dino Zoff            | 36           | -            | Juventus       |
| 2    | Defensa        | Mauro Bellugi        | 28           | -            | Bologna        |
| 3    | Defensa        | Antonio Cabrini      | 20           | -            | Juventus       |
| 4    | Defensa        | Antonello Cuccureddu | 28           | -            | Juventus       |
| 5    | Defensa        | Claudio Gentile      | 24           | -            | Juventus       |
| 6    | Defensa        | Aldo Maldera         | 24           | -            | AC Milan       |
| 7    | Defensa        | Lionello Manfredonia | 21           | -            | Lazio          |
| 8    | Defensa        | Gaetano Scirea       | 25           | -            | Juventus       |
| 9    | Centrocampista | Giancarlo Antognoni  | 24           | -            | Fiorentina     |
| 10   | Centrocampista | Romeo Benetti        | 32           | -            | Juventus       |
| 11   | Centrocampista | Eraldo Pecci         | 23           | -            | Torino         |
| 12   | Portero        | Paolo Conti          | 28           | -            | AS Roma        |
| 13   | Centrocampista | Patrizio Sala        | 22           | -            | Torino         |
| 14   | Centrocampista | Marco Tardelli       | 23           | -            | Juventus       |
| 15   | Centrocampista | Renato Zaccarelli    | 27           | -            | Torino         |
| 16   | Centrocampista | Franco Causio        | 29           | -            | Juventus       |
| 17   | Centrocampista | Claudio Sala         | 30           | -            | Torino         |
| 18   | Delantero      | Roberto Bettega      | 27           | -            | Juventus       |
| 19   | Delantero      | Francesco Graziani   | 25           | -            | Torino         |
| 20   | Delantero      | Paolino Pulici       | 28           | -            | Torino         |
| 21   | Delantero      | Paolo Rossi          | 21           | -            | Vicenza        |
| 22   | Portero        | Ivano Bordon         | 27           | -            | Internazionale |
| Ent. | Enzo Bearzot   | Enzo Bearzot         | Enzo Bearzot | Enzo Bearzot | Enzo Bearzot   |

## Grupo 2

### México
| #    | Posición          | Nombre                 | Edad              | PJ Sel            | Club                    |
| ---- | ----------------- | ---------------------- | ----------------- | ----------------- | ----------------------- |
| 1    | Portero           | Pilar Reyes            | 22                | -                 | Tigres de la UANL       |
| 2    | Defensa           | Manuel Nájera          | 25                | -                 | Universidad Guadalajara |
| 3    | Defensa           | Alfredo Tena           | 21                | -                 | Club América            |
| 4    | Defensa           | Eduardo Ramos Escobedo | 28                | -                 | Chivas                  |
| 5    | Defensa           | Arturo Vázquez Ayala   | 28                | -                 | Pumas                   |
| 6    | Centrocampista    | Guillermo Mendizábal   | 23                | -                 | Cruz Azul               |
| 7    | Centrocampista    | Antonio de la Torre    | 26                | -                 | Club América            |
| 8    | Delantero         | Enrique López Zarza    | 20                | -                 | Pumas                   |
| 9    | Delantero         | Víctor Rangel          | 21                | -                 | Chivas                  |
| 10   | Centrocampista    | Cristóbal Ortega       | 21                | -                 | Club América            |
| 11   | Delantero         | Hugo Sánchez           | 19                | -                 | Pumas                   |
| 12   | Defensa           | Jesús Martínez         | 25                | -                 | Club América            |
| 13   | Defensa           | Rigoberto Cisneros     | 24                | -                 | Club Toluca             |
| 14   | Defensa           | Carlos Gómez           | 25                | -                 | AC León                 |
| 15   | Defensa           | Ignacio Flores         | 24                | -                 | Cruz Azul               |
| 16   | Centrocampista    | Javier Cárdenas        | 25                | -                 | Club Toluca             |
| 17   | Centrocampista    | Leonardo Cuéllar       | 26                | -                 | Pumas                   |
| 18   | Centrocampista    | Gerardo Lugo Gómez     | 23                | -                 | Atlante Fútbol Club     |
| 19   | Delantero         | Hugo René Rodríguez    | 19                | -                 | Laguna Torreón          |
| 20   | Delantero         | Mario Medina           | 25                | -                 | Club Toluca             |
| 21   | Delantero         | Raúl Isiordia          | 25                | -                 | Atlético Español        |
| 22   | Portero           | Pedro Soto             | 25                | -                 | Club América            |
| Ent. | José Antonio Roca | José Antonio Roca      | José Antonio Roca | José Antonio Roca | José Antonio Roca       |

### Polonia
| #    | Posición       | Nombre               | Edad        | PJ Sel      | Club               |
| ---- | -------------- | -------------------- | ----------- | ----------- | ------------------ |
| 1    | Portero        | Jan Tomaszewski      | 30          | -           | ŁKS Łódź           |
| 2    | Delantero      | Włodzimierz Mazur    | 24          | -           | Zagłębie Sosnowiec |
| 3    | Defensa        | Henryk Maculewicz    | 28          | -           | Wisła Kraków       |
| 4    | Defensa        | Antoni Szymanowski   | 27          | -           | Wisła Kraków       |
| 5    | Centrocampista | Adam Nawałka         | 20          | -           | Wisła Kraków       |
| 6    | Defensa        | Jerzy Gorgoń         | 28          | -           | Górnik Zabrze      |
| 7    | Delantero      | Andrzej Iwan         | 18          | -           | Wisła Kraków       |
| 8    | Centrocampista | Henryk Kasperczak    | 31          | -           | Stal Mielec        |
| 9    | Defensa        | Władysław Żmuda      | 23          | -           | Śląsk Wrocław      |
| 10   | Defensa        | Wojciech Rudy        | 25          | -           | Zagłębie Sosnowiec |
| 11   | Centrocampista | Bohdan Masztaler     | 28          | -           | ŁKS Łódź           |
| 12   | Centrocampista | Kazimierz Deyna      | 30          | -           | Legia Warszawa     |
| 13   | Defensa        | Janusz Kupcewicz     | 22          | -           | Arka Gdynia        |
| 14   | Defensa        | Mirosław Justek      | 29          | -           | Lech Poznań        |
| 15   | Centrocampista | Marek Kusto          | 24          | -           | Legia Warszawa     |
| 16   | Delantero      | Grzegorz Lato        | 28          | -           | Stal Mielec        |
| 17   | Delantero      | Andrzej Szarmach     | 27          | -           | Stal Mielec        |
| 18   | Centrocampista | Zbigniew Boniek      | 22          | -           | Widzew Łódź        |
| 19   | Delantero      | Włodzimierz Lubański | 31          | -           | S.C. Lokeren       |
| 20   | Defensa        | Roman Wójcicki       | 20          | -           | Odra Opole         |
| 21   | Portero        | Zygmunt Kukla        | 30          | -           | Stal Mielec        |
| 22   | Portero        | Zdzisław Kostrzewa   | 22          | -           | Zagłębie Sosnowiec |
| Ent. | Jacek Gmoch    | Jacek Gmoch          | Jacek Gmoch | Jacek Gmoch | Jacek Gmoch        |

### Túnez
| #    | Posición           | Nombre               | Edad               | PJ Sel             | Club                     |
| ---- | ------------------ | -------------------- | ------------------ | ------------------ | ------------------------ |
| 1    | Portero            | Sadok Sassi          | 32                 | -                  | Club Africain            |
| 2    | Defensa            | Mokhtar Dhouieb      | 26                 | -                  | CS Sfaxien               |
| 3    | Defensa            | Ali Kaabi            | 24                 | -                  | COT Tunis                |
| 4    | Centrocampista     | Khaled Gasmi         | 25                 | -                  | Club Bizertin            |
| 5    | Defensa            | Mohsen Labidi        | 24                 | -                  | Stade Tunisien           |
| 6    | Centrocampista     | Néjib Ghommidh       | 25                 | -                  | Club Africain            |
| 7    | Delantero          | Témime Lahzami       | 29                 | -                  | Al-Ittihad               |
| 8    | Centrocampista     | Mohamed Ben Rehaiem  | 27                 | -                  | CS Sfaxien               |
| 9    | Delantero          | Mohamed Ali Akid     | 28                 | -                  | CS Sfaxien               |
| 10   | Centrocampista     | Tarak Dhiab          | 23                 | -                  | Espérance                |
| 11   | Delantero          | Abderraouf Ben Aziza | 24                 | -                  | Étoile Sportive du Sahel |
| 12   | Centrocampista     | Khemais Labidi       | 27                 | -                  | JS Kairouan              |
| 13   | Delantero          | Néjib Liman          | 24                 | -                  | Stade Tunisien           |
| 14   | Delantero          | Slah Karoui          | 26                 | -                  | Étoile Sportive du Sahel |
| 15   | Delantero          | Mohamed Ben Mouza    | 24                 | -                  | Club Africain            |
| 16   | Delantero          | Ohman Chehaibi       | 23                 | -                  | JS Kairouan              |
| 17   | Defensa            | Ridha El Louze       | 25                 | -                  | Sfax Railways Sports     |
| 18   | Defensa            | Kamel Chebli         | 24                 | -                  | Club Africain            |
| 19   | Delantero          | Mokhtar Hasni        | 26                 | -                  | La Louviére              |
| 20   | Defensa            | Amor Jebali          | 21                 | -                  | AS Marsa                 |
| 21   | Portero            | Lamine Ben Aziza     | 25                 | -                  | Étoile Sportive du Sahel |
| 22   | Portero            | Mokhtar Naili        | 24                 | -                  | Club Africain            |
| Ent. | Abdelmajid Chetali | Abdelmajid Chetali   | Abdelmajid Chetali | Abdelmajid Chetali | Abdelmajid Chetali       |

### Alemania Occidental
| #    | Posición       | Nombre                   | Edad         | PJ Sel       | Club                     |
| ---- | -------------- | ------------------------ | ------------ | ------------ | ------------------------ |
| 1    | Portero        | Sepp Maier               | 34           | -            | Bayern Múnich            |
| 2    | Defensa        | Berti Vogts              | 31           | -            | Borussia Mönchengladbach |
| 3    | Defensa        | Bernard Dietz            | 30           | -            | MSV Duisburg             |
| 4    | Defensa        | Rolf Rüssmann            | 27           | -            | Schalke 04               |
| 5    | Defensa        | Manfred Kaltz            | 25           | -            | Hamburger SV             |
| 6    | Centrocampista | Rainer Bonhof            | 26           | -            | Borussia Mönchengladbach |
| 7    | Centrocampista | Rüdiger Abramczik        | 22           | -            | Schalke 04               |
| 8    | Defensa        | Herbert Zimmermann       | 23           | -            | FC Köln                  |
| 9    | Delantero      | Klaus Fischer            | 28           | -            | Schalke 04               |
| 10   | Centrocampista | Heinz Flohe              | 30           | -            | FC Köln                  |
| 11   | Delantero      | Karl-Heinz Rummenigge    | 22           | -            | FC Bayern Múnich         |
| 12   | Defensa        | Hans-Georg Schwarzenbeck | 30           | -            | FC Bayern Múnich         |
| 13   | Defensa        | Harald Konopka           | 25           | -            | FC Köln                  |
| 14   | Delantero      | Dieter Müller            | 24           | -            | FC Köln                  |
| 15   | Centrocampista | Erich Beer               | 31           | -            | Hertha Berlin            |
| 16   | Centrocampista | Bernhard Cullmann        | 28           | -            | FC Köln                  |
| 17   | Delantero      | Bernd Hölzenbein         | 32           | -            | Eintracht Frankfurt      |
| 18   | Centrocampista | Gerd Zewe                | 27           | -            | Fortuna Düsseldorf       |
| 19   | Delantero      | Ronald Worm              | 24           | -            | MSV Duisburg             |
| 20   | Centrocampista | Hansi Müller             | 20           | -            | VfB Stuttgart            |
| 21   | Portero        | Rudolf Kargus            | 25           | -            | Hamburger SV             |
| 22   | Portero        | Dieter Burdenski         | 27           | -            | Werder Bremen            |
| Ent. | Helmut Schön   | Helmut Schön             | Helmut Schön | Helmut Schön | Helmut Schön             |

## Grupo 3

### Austria
| #    | Posición            | Nombre                | Edad                | PJ Sel              | Club                |
| ---- | ------------------- | --------------------- | ------------------- | ------------------- | ------------------- |
| 1    | Portero             | Friedrich Koncilia    | 30                  | 37                  | SSW Innsbruck       |
| 2    | Defensa             | Robert Sara           | 31                  | 37                  | Austria Wien        |
| 3    | Defensa             | Erich Obermayer       | 25                  | 10                  | Austria Wien        |
| 4    | Defensa             | Gerhard Breitenberger | 23                  | 11                  | VÖEST Linz          |
| 5    | Defensa             | Bruno Pezzey          | 23                  | 25                  | SSW Innsbruck       |
| 6    | Centrocampista      | Roland Hattenberger   | 29                  | 23                  | VfB Stuttgart       |
| 7    | Centrocampista      | Josef Hickersberger   | 30                  | 33                  | Fortuna Düsseldorf  |
| 8    | Centrocampista      | Herbert Prohaska      | 22                  | 27                  | Austria Wien        |
| 9    | Delantero           | Hans Krankl           | 25                  | 34                  | Rapid Wien          |
| 10   | Delantero           | Wilhelm Kreuz         | 29                  | 35                  | Feyenoord           |
| 11   | Centrocampista      | Kurt Jara             | 27                  | 29                  | MSV Duisburg        |
| 12   | Centrocampista      | Eduard Krieger        | 31                  | 20                  | Club Brugge         |
| 13   | Centrocampista      | Günther Happich       | 26                  | 4                   | Wiener Sportclub    |
| 14   | Defensa             | Heinrich Strasser     | 29                  | 20                  | Admira/Wacker       |
| 15   | Defensa             | Heribert Weber        | 22                  | 7                   | SK Sturm Graz       |
| 16   | Defensa             | Peter Persidis        | 31                  | 7                   | Rapid Wien          |
| 17   | Delantero           | Franz Oberacher       | 24                  | 3                   | SSW Innsbruck       |
| 18   | Delantero           | Walter Schachner      | 21                  | 6                   | DSV Alpine Donawitz |
| 19   | Delantero           | Hans Pirkner          | 32                  | 18                  | Austria Wien        |
| 20   | Centrocampista      | Ernst Baumeister      | 21                  | 1                   | Austria Wien        |
| 21   | Portero             | Erwin Fuchsbichler    | 26                  | 2                   | VÖEST Linz          |
| 22   | Portero             | Hubert Baumgartner    | 23                  | 1                   | Austria Wien        |
| Ent. | Helmut Senekowitsch | Helmut Senekowitsch   | Helmut Senekowitsch | Helmut Senekowitsch | Helmut Senekowitsch |

### Brasil
| #    | Posición         | Nombre           | Edad             | PJ Sel           | Club             |
| ---- | ---------------- | ---------------- | ---------------- | ---------------- | ---------------- |
| 1    | Portero          | Leão             | 28               | -                | Palmeiras        |
| 2    | Defensa          | Toninho          | 29               | -                | Flamengo         |
| 3    | Defensa          | Oscar            | 23               | -                | Ponte Preta      |
| 4    | Defensa          | Amaral           | 23               | -                | Corinthians      |
| 5    | Centrocampista   | Toninho Cerezo   | 23               | -                | Atlético Mineiro |
| 6    | Defensa          | Edinho           | 22               | -                | Fluminense       |
| 7    | Delantero        | Zé Sérgio        | 21               | -                | São Paulo        |
| 8    | Delantero        | Zico             | 25               | -                | Flamengo         |
| 9    | Delantero        | Reinaldo         | 21               | -                | Atlético Mineiro |
| 10   | Delantero        | Rivelino         | 32               | -                | Fluminense       |
| 11   | Centrocampista   | Dirceu           | 25               | -                | Vasco da Gama    |
| 12   | Portero          | Carlos           | 22               | -                | Ponte Preta      |
| 13   | Defensa          | Nelinho          | 27               | -                | Cruzeiro         |
| 14   | Defensa          | Abel             | 25               | -                | Vasco da Gama    |
| 15   | Defensa          | Polozzi          | 22               | -                | Ponte Preta      |
| 16   | Defensa          | Rodrigues Neto   | 28               | -                | Botafogo         |
| 17   | Centrocampista   | Batista          | 23               | -                | Internacional    |
| 18   | Delantero        | Gil              | 27               | -                | Botafogo         |
| 19   | Centrocampista   | Jorge Mendonça   | 23               | -                | Palmeiras        |
| 20   | Delantero        | Roberto Dinamite | 24               | -                | Vasco da Gama    |
| 21   | Centrocampista   | Chicão           | 29               | -                | São Paulo        |
| 22   | Portero          | Valdir Peres     | 27               | -                | São Paulo        |
| Ent. | Cláudio Coutinho | Cláudio Coutinho | Cláudio Coutinho | Cláudio Coutinho | Cláudio Coutinho |

### España
| #    | Posición        | Nombre                   | Edad            | PJ Sel          | Club                    |
| ---- | --------------- | ------------------------ | --------------- | --------------- | ----------------------- |
| 1    | Portero         | Luis Arconada            | 23              | -               | Real Sociedad de Fútbol |
| 2    | Defensa         | Jesús Antonio de la Cruz | 31              | -               | FC Barcelona            |
| 3    | Centrocampista  | Francisco Javier Uría    | 28              | -               | Sporting de Gijón       |
| 4    | Centrocampista  | Juan Manuel Asensi       | 28              | -               | FC Barcelona            |
| 5    | Defensa         | Migueli                  | 26              | -               | FC Barcelona            |
| 6    | Defensa         | Antonio Biosca           | 29              | -               | Real Betis              |
| 7    | Delantero       | Dani                     | 26              | -               | Athletic Club           |
| 8    | Delantero       | Juanito                  | 23              | -               | Real Madrid             |
| 9    | Delantero       | Quini                    | 28              | -               | Sporting de Gijón       |
| 10   | Delantero       | Santillana               | 25              | -               | Real Madrid             |
| 11   | Centrocampista  | Julio Cardeñosa          | 28              | -               | Real Betis              |
| 12   | Centrocampista  | Antonio Guzmán           | 24              | -               | Rayo Vallecano          |
| 13   | Portero         | Miguel Ángel             | 30              | -               | Real Madrid             |
| 14   | Delantero       | Eugenio Leal             | 25              | -               | Atlético Madrid         |
| 15   | Delantero       | Rafael Marañón           | 29              | -               | RCD Espanyol            |
| 16   | Defensa         | Antoni Olmo              | 24              | -               | FC Barcelona            |
| 17   | Defensa         | Marcelino                | 22              | -               | Atlético Madrid         |
| 18   | Defensa         | Pirri                    | 33              | -               | Real Madrid             |
| 19   | Delantero       | Carles Rexach            | 31              | -               | FC Barcelona            |
| 20   | Delantero       | Rubén Cano               | 27              | -               | Atlético Madrid         |
| 21   | Centrocampista  | Isidoro San José         | 22              | -               | Real Madrid             |
| 22   | Portero         | Javier Urruticoechea     | 26              | -               | RCD Espanyol            |
| Ent. | Ladislao Kubala | Ladislao Kubala          | Ladislao Kubala | Ladislao Kubala | Ladislao Kubala         |

### Suecia
| #    | Posición       | Nombre             | Edad          | PJ Sel        | Club                   |
| ---- | -------------- | ------------------ | ------------- | ------------- | ---------------------- |
| 1    | Portero        | Ronnie Hellström   | 29            | -             | 1. FC Kaiserslautern   |
| 2    | Defensa        | Hasse Borg         | 24            | -             | Eintracht Braunschweig |
| 3    | Defensa        | Roy Andersson      | 28            | -             | Malmö FF               |
| 4    | Defensa        | Björn Nordqvist    | 35            | -             | IFK Göteborg           |
| 5    | Defensa        | Ingemar Erlandsson | 20            | -             | Malmö FF               |
| 6    | Centrocampista | Staffan Tapper     | 29            | -             | Malmö FF               |
| 7    | Centrocampista | Anders Linderoth   | 28            | -             | Olympique de Marseille |
| 8    | Delantero      | Bo Larsson         | 34            | -             | Malmö FF               |
| 9    | Centrocampista | Lennart Larsson    | 24            | -             | FC Schalke 04          |
| 10   | Centrocampista | Thomas Sjöberg     | 25            | -             | Malmö FF               |
| 11   | Delantero      | Benny Wendt        | 27            | -             | 1. FC Kaiserslautern   |
| 12   | Portero        | Göran Hagberg      | 30            | -             | Östers IF              |
| 13   | Defensa        | Magnus Andersson   | 20            | -             | Malmö FF               |
| 14   | Centrocampista | Ronald Åhman       | 21            | -             | Örebro SK              |
| 15   | Delantero      | Torbjörn Nilsson   | 23            | -             | IFK Göteborg           |
| 16   | Delantero      | Conny Torstensson  | 28            | -             | FC Zürich              |
| 17   | Portero        | Jan Möller         | 24            | -             | Malmö FF               |
| 18   | Centrocampista | Olle Nordin        | 28            | -             | IFK Göteborg           |
| 19   | Defensa        | Kent Karlsson      | 32            | -             | IFK Eskilstuna         |
| 20   | Defensa        | Roland Andersson   | 28            | -             | Malmö FF               |
| 21   | Delantero      | Sanny Åslund       | 25            | -             | AIK Fotboll            |
| 22   | Delantero      | Ralf Edström       | 25            | -             | IFK Göteborg           |
| Ent. | Georg Ericson  | Georg Ericson      | Georg Ericson | Georg Ericson | Georg Ericson          |

## Grupo 4

### Irán
| #    | Posición           | Nombre               | Edad               | PJ Sel             | Club               |
| ---- | ------------------ | -------------------- | ------------------ | ------------------ | ------------------ |
| 1    | Portero            | Nasser Hejazi        | 28                 | -                  | Shahbaz F.C.       |
| 2    | Centrocampista     | Iraj Danaeifard      | 27                 | -                  | Taj                |
| 3    | Delantero          | Behtash Fariba       | 23                 | -                  | PAS Teherán FC     |
| 4    | Delantero          | Majid Bishkar        | 21                 | -                  | Shahbaz F.C.       |
| 5    | Defensa            | Javad Allahverdi     | 23                 | -                  | Persepolis F.C.    |
| 6    | Centrocampista     | Hassan Nayebagha     | 27                 | -                  | Guard FC           |
| 7    | Centrocampista     | Ali Parvin           | 31                 | -                  | Persepolis F.C.    |
| 8    | Centrocampista     | Ebrahim Ghasempour   | 21                 | -                  | Shahbaz F.C.       |
| 9    | Centrocampista     | Mohammad Sadeghi     | 27                 | -                  | PAS Teherán FC     |
| 10   | Delantero          | Hassan Rowshan       | 22                 | -                  | Taj                |
| 11   | Defensa            | Ali Reza Ghesghayan  | 24                 | -                  | Bargh Shiraz F.C.  |
| 12   | Portero            | Bahram Mavaddat      | 28                 | -                  | Sepahan F.C.       |
| 13   | Delantero          | Hamid-Majid Tajmuri  | 24                 | -                  | Shahbaz F.C.       |
| 14   | Defensa            | Hassan Nazari        | 22                 | -                  | Taj                |
| 15   | Defensa            | Andranik Eskandarian | 26                 | -                  | Taj                |
| 16   | Delantero          | Nasser Nouraei       | 21                 | -                  | Guard FC           |
| 17   | Delantero          | Ghafour Jahani       | 27                 | -                  | Malavan F.C.       |
| 18   | Delantero          | Hossain Faraki       | 22                 | -                  | PAS Teherán FC     |
| 19   | Defensa            | Ali Shojaei          | 25                 | -                  | Sepahan F.C.       |
| 20   | Delantero          | Nasrollah Abdollahi  | 26                 | -                  | Shahbaz F.C.       |
| 21   | Defensa            | Hossein Kazerani     | 31                 | -                  | PAS Teherán FC     |
| 22   | Portero            | Rasoul Korbekandi    | 25                 | -                  | F.C. Zob Ahan      |
| Ent. | Heshmat Mohajerani | Heshmat Mohajerani   | Heshmat Mohajerani | Heshmat Mohajerani | Heshmat Mohajerani |

### Países Bajos
| #    | Posición       | Nombre               | Edad         | PJ Sel       | Club             |
| ---- | -------------- | -------------------- | ------------ | ------------ | ---------------- |
| 1    | Portero        | Piet Schrijvers      | 31           | 16           | Ajax             |
| 2    | Defensa        | Jan Poortvliet       | 22           | 1            | PSV Eindhoven    |
| 3    | Centrocampista | Dick Schoenaker      | 25           | 0            | Ajax             |
| 4    | Defensa        | Adrie van Kraay      | 24           | 13           | PSV Eindhoven    |
| 5    | Defensa        | Ruud Krol            | 29           | 52           | Ajax             |
| 6    | Centrocampista | Wim Jansen           | 31           | 50           | Feyenoord        |
| 7    | Centrocampista | Piet Wildschut       | 20           | 1            | Twente           |
| 8    | Portero        | Jan Jongbloed        | 37           | 19           | Roda JC          |
| 9    | Centrocampista | Arie Haan            | 29           | 24           | Anderlecht       |
| 10   | Centrocampista | René van de Kerkhof  | 26           | 20           | PSV Eindhoven    |
| 11   | Centrocampista | Willy van de Kerkhof | 26           | 18           | PSV Eindhoven    |
| 12   | Delantero      | Rob Rensenbrink      | 30           | 34           | Anderlecht       |
| 13   | Centrocampista | Johan Neeskens       | 26           | 38           | FC Barcelona     |
| 14   | Centrocampista | Johan Boskamp        | 29           | 1            | Molenbeek        |
| 15   | Defensa        | Hugo Hovenkamp       | 27           | 7            | AZ               |
| 16   | Delantero      | Johnny Rep           | 26           | 23           | SEC Bastia       |
| 17   | Defensa        | Wim Rijsbergen       | 26           | 25           | Feyenoord        |
| 18   | Delantero      | Dick Nanninga        | 29           | 1            | Roda JC          |
| 19   | Portero        | Pim Doesburg         | 34           | 2            | Sparta Rotterdam |
| 20   | Defensa        | Wim Suurbier         | 33           | 56           | Schalke 04       |
| 21   | Delantero      | Harry Lubse          | 26           | 1            | PSV Eindhoven    |
| 22   | Defensa        | Ernie Brandts        | 22           | 1            | PSV Eindhoven    |
| Ent. | Ernst Happel   | Ernst Happel         | Ernst Happel | Ernst Happel | Ernst Happel     |

### Perú
| #    | Posición        | Nombre              | Edad            | PJ Sel          | Club                        |
| ---- | --------------- | ------------------- | --------------- | --------------- | --------------------------- |
| 1    | Portero         | Ottorino Sartor     | 32              | -               | Colegio Nacional de Iquitos |
| 2    | Defensa         | Jaime Duarte        | 23              | -               | Alianza Lima                |
| 3    | Defensa         | Rodulfo Manzo       | 28              | -               | Deportivo Municipal         |
| 4    | Defensa         | Héctor Chumpitaz    | 34              | -               | Sporting Cristal            |
| 5    | Defensa         | Rubén Toribio Díaz  | 26              | -               | Sporting Cristal            |
| 6    | Centrocampista  | José Velásquez      | 25              | -               | Alianza Lima                |
| 7    | Delantero       | Juan José Muñante   | 29              | -               | Pumas                       |
| 8    | Centrocampista  | César Cueto         | 25              | -               | Alianza Lima                |
| 9    | Centrocampista  | Percy Rojas         | 28              | -               | Sporting Cristal            |
| 10   | Centrocampista  | Teófilo Cubillas    | 29              | -               | Alianza Lima                |
| 11   | Delantero       | Juan Carlos Oblitas | 27              | -               | Sporting Cristal            |
| 12   | Delantero       | Roberto Mosquera    | 21              | -               | Sporting Cristal            |
| 13   | Portero         | Juan Cáceres        | 28              | -               | Alianza Lima                |
| 14   | Defensa         | José Navarro        | 29              | -               | Sporting Cristal            |
| 15   | Centrocampista  | Germán Leguía       | 24              | -               | Deportivo Municipal         |
| 16   | Centrocampista  | Raúl Gorriti        | 21              | -               | Sporting Cristal            |
| 17   | Centrocampista  | Alfredo Quesada     | 28              | -               | Sporting Cristal            |
| 18   | Centrocampista  | Ernesto Labarthe    | 21              | -               | Sport Boys Association      |
| 19   | Delantero       | Guillermo La Rosa   | 25              | -               | Alianza Lima                |
| 20   | Delantero       | Hugo Sotil          | 32              | -               | Alianza Lima                |
| 21   | Portero         | Ramón Quiroga       | 27              | -               | Sporting Cristal            |
| 22   | Defensa         | Roberto Rojas       | 22              | -               | Alianza Lima                |
| Ent. | Marcos Calderón | Marcos Calderón     | Marcos Calderón | Marcos Calderón | Marcos Calderón             |

### Escocia
| #    | Posición       | Nombre          | Edad         | PJ Sel       | Club              |
| ---- | -------------- | --------------- | ------------ | ------------ | ----------------- |
| 1    | Portero        | Alan Rough      | 26           | -            | Partick Thistle   |
| 2    | Defensa        | Sandy Jardine   | 29           | -            | Rangers           |
| 3    | Defensa        | Willie Donachie | 26           | -            | Manchester City   |
| 4    | Defensa        | Martin Buchan   | 29           | -            | Manchester United |
| 5    | Defensa        | Gordon McQueen  | 25           | -            | Manchester United |
| 6    | Centrocampista | Bruce Rioch     | 30           | -            | Derby County      |
| 7    | Centrocampista | Don Masson      | 31           | -            | Derby County      |
| 8    | Delantero      | Kenny Dalglish  | 27           | -            | Liverpool         |
| 9    | Delantero      | Joe Jordan      | 26           | -            | Manchester United |
| 10   | Centrocampista | Asa Hartford    | 27           | -            | Manchester City   |
| 11   | Centrocampista | Willie Johnston | 31           | -            | West Bromwich     |
| 12   | Portero        | Jim Blyth       | 23           | -            | Coventry City     |
| 13   | Defensa        | Stuart Kennedy  | 25           | -            | Aberdeen          |
| 14   | Defensa        | Tom Forsyth     | 29           | -            | Rangers           |
| 15   | Centrocampista | Archie Gemmill  | 31           | -            | Nottingham Forest |
| 16   | Delantero      | Lou Macari      | 28           | -            | Manchester United |
| 17   | Delantero      | Derek Johnstone | 24           | -            | Rangers           |
| 18   | Centrocampista | Graeme Souness  | 25           | -            | Liverpool         |
| 19   | Delantero      | John Robertson  | 25           | -            | Nottingham Forest |
| 20   | Portero        | Bobby Clark     | 32           | -            | Aberdeen          |
| 21   | Delantero      | Joe Harper      | 30           | -            | Aberdeen          |
| 22   | Defensa        | Kenny Burns     | 24           | -            | Nottingham Forest |
| Ent. | Ally MacLeod   | Ally MacLeod    | Ally MacLeod | Ally MacLeod | Ally MacLeod      |